# Кругла вежа (Армой)

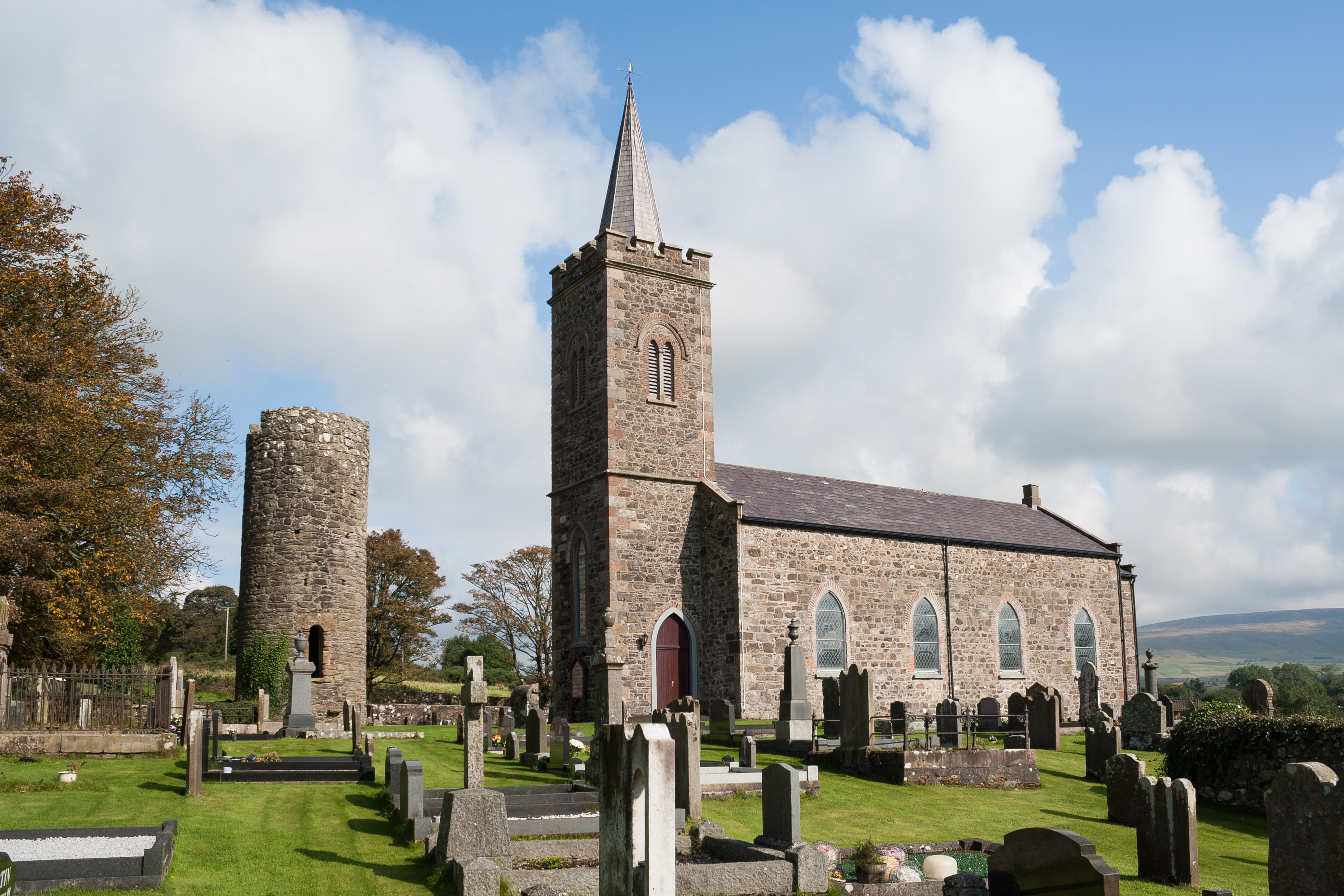
Церква Святого Патріка та кругла вежа Армой (руїни).

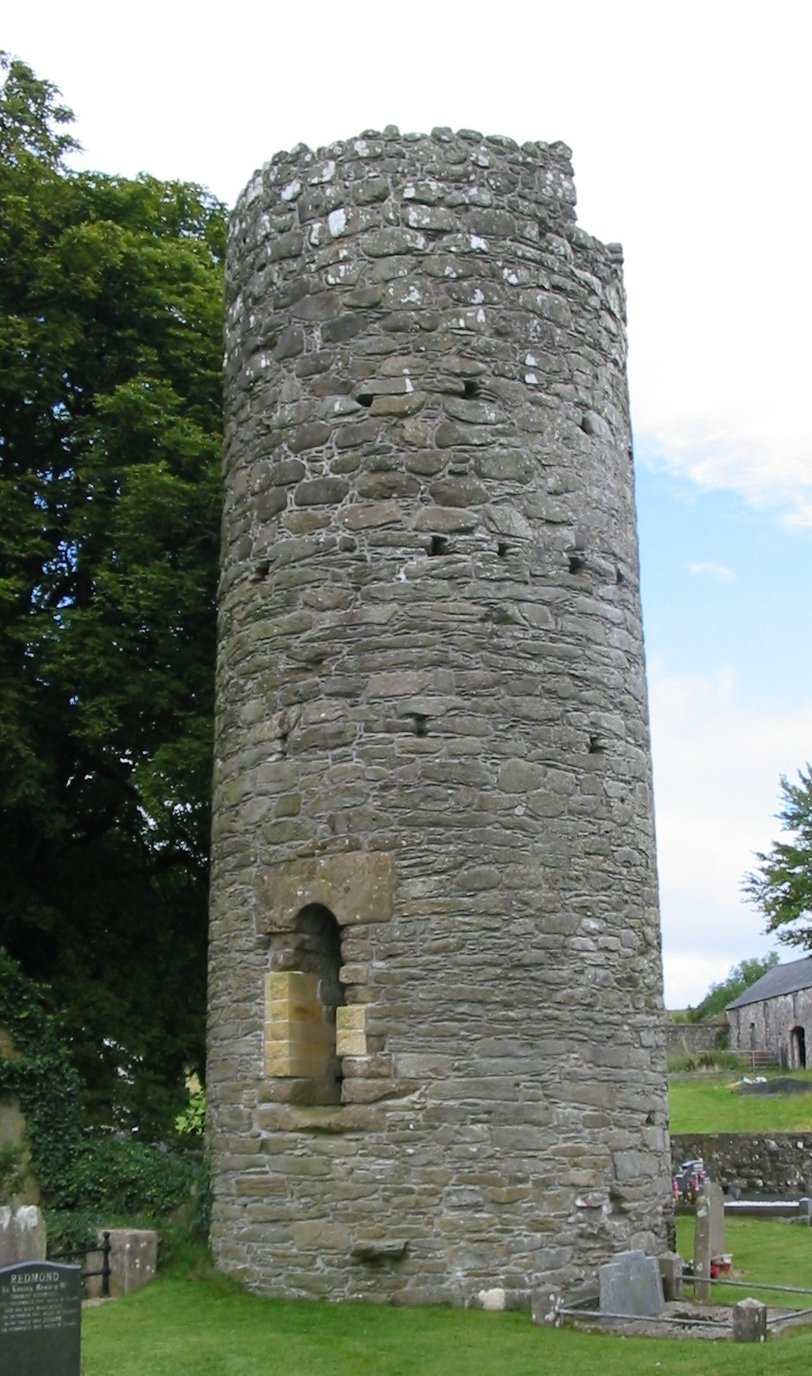
Кругла вежа Армой (руїни).

Кругла вежа Армой (ірл. Cloigtheach Oirthear Maí) – клогхех Орхер Май – одна з давніх круглих веж Ірландії. Частково зруйнована. Назву вежі можна перекласти як «травневий світанок». Стоїть в одноіменному селищі Армой, що в графстві Антрім, що 9 км на південний захід від Баллікастла та в 13 км на північний схід від Баллімані, Ірландія. Стоїть недалеко від річки Буш, біля підніжжя дев’яти пагорбів Гленс Антрім, Гленшеск та Глентезі. Поруч на північний схід гора Ноклайд. Поруч розташована місцина Темний Хедж, що стала знаменитою як «Дорога короля» в серіалі «Гра престолів». 

## Історія круглої вежі Армой
Кругла вежа стоїть на території монастиря Армой, що був заснований Святим Патріком в V столітті. Вежа служила монастирю оборонною спорудою і дзвіницею. Монастир знаходився на території нинішнього селища Армой біля нинішньої парафіяльної церкви Святого Патріка. В останні роки археологи біля круглої вежі Армой проводили розкопки і виявили багато артефактів, що датуються VI століттям. Розташування будівель монастиря ще до кінця не вияснене, але вважають, що будівлі були розташовані вище на схилі за кладовищем, де ще розкопки не проводились. Вважається, що цей монастир і кругла вежа був побудований на землі, яка була подарована Святому Патріку вождем ірландського клану і місцевим королем Фергусом Мором Мак Ерком, що успадкував владу від свого батька і став першим християнським королем в Ірландії. Святий Олкан був послідовником Святого Патріка, він походив з цієї місцевості і був охрещений Святим Патріком в Дунсервіку, пізніше він став єпископом Армой. Місцева початкова школа носить його ім’я. Первісне розташування селища Армой було навколо круглої вежі Армой, але потім селище перемістилося до річки Буш – жителям селища необхідно було збудувати водяні млини. Територія навколо круглої вежі Армой має особливе значення, оскільки біля вежі є підземні тунелі овальної форми, виритих під скелею і які ведуть до печери на перехресті Лагге. Ці тунелі, що ведуть від вежі використовувались колись як шляхи евакуації у випадку облоги і вели до річки Буш. Слово Лагге перекладається як «порожнина». Місцева легенда розповідає, що велетень підняв шмат землі в формі латинської літери L з перехрестя Лагге і кинув її в море, створивши острів Рахлін.
Нині вважається, що монастир та круглу вежу Армой заснував і збудував Олкан – учень святого Патріка десь біля 460 року нової ери. Власне, кругла вежа Армой є нині єдиним залишком того давнього монастиря. Зберіглась лише основа круглої вежі – три поверхи висотою 11 м. Свого часу цей монастир і його кругла вежа були релігійними центрами давнього ірландського королівства Дал Ріада. 
Вежа стоїть в мальовничій долині (глені) Антрім, що була сформована льодовиком. Якраз в місці розташування вежі розташована морена льодовика. Недалеко від вежі є будинок Грейсхіл-Хаус збудований в 1775 році в георгієвському стилі.